# Bò sừng dài Texas

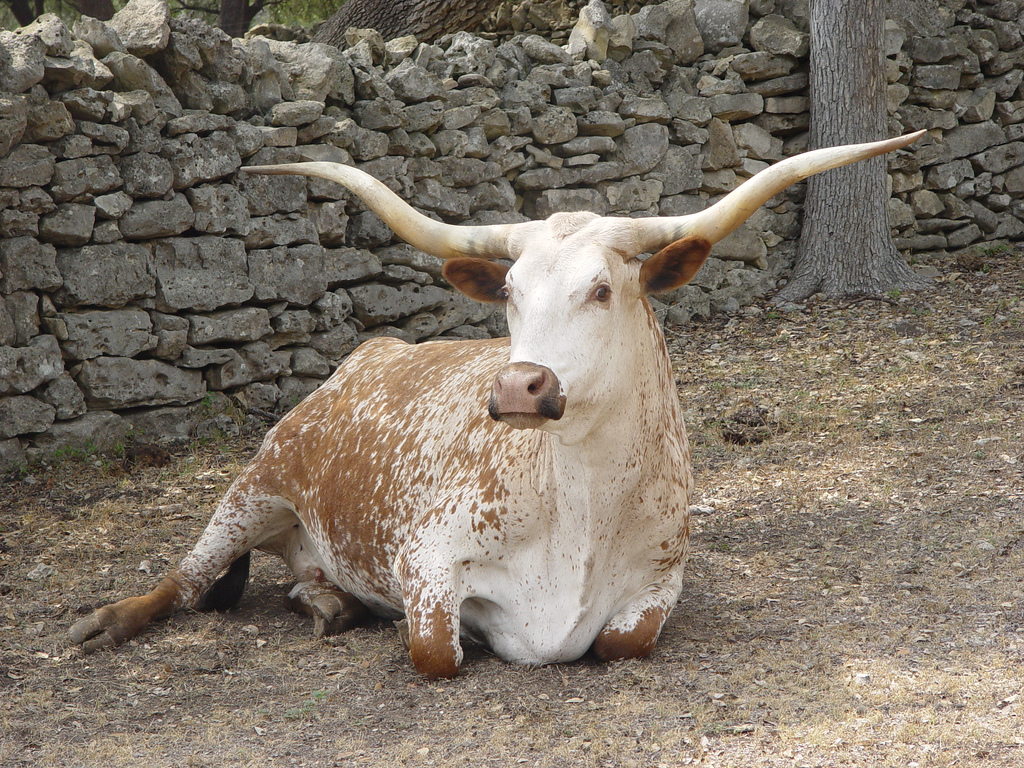
Một con bò sừng dài Texas cái.

Bò sừng dài Texas (tiếng Anh: Texas Longhorn) là một giống bò được biết đến với cặp sừng dài nổi bật và có lịch sử phát triển lâu đời. Hiện nay đây là giống bò chuyên thịt. Với bản tính hiền hoà bẩm sinh và thông minh nên giống bò sừng dài Texas ngày càng được huấn luyện để trở thành bò cưỡi. 

## Đặc điểm
Bò có sừng dài, có thể dài đến khoảng 7 ft (2,1 m) từ điểm đầu sừng bên này sang đầu sừng bên kia đối với các con đực bị thiến (steers) và các con cái to lớn. Đối với các con đực không bị thiến thì cặp sừng dài khoảng 36 đến 80 in (0,91 đến 2,03 m). Sừng có thể có chót đỉnh vặn cong lên một ít hoặc thậm chí có ba vòng xoắn.
Một kỷ lục về chiều dài sừng của loài bò này đã được ghi nhận là có sừng dài gần 3 mét, một con bò đực Texas tên JR có cặp sừng dài nhất thế giới với chiều dài của cặp sừng lên tới 2,74 mét ở tuổi thứ 7, người ta không hề cho nó ăn một thức ăn nào đặc biệt để có thể mọc ra cặp sừng khổng lồ này. Trong khi cặp sừng của đồng loại mọc theo chiều thẳng đứng thì sừng của JR lại phát triển theo chiều ngang.
Bò sừng dài Texas được biết đến vì có nhiều màu sắc. Một con bò sừng dài có thể có bất cứ màu sắc nào hay tổng hợp nhiều màu nhưng màu tổng hợp trắng và đỏ sẫm chiếm đa số. Bò sừng dài Texas chính gốc thường có thể được đấu giá $40.000 trở lên. Kỷ lục đấu giá cao nhất trong lịch sử là $170.000 cho một con. Vì tính tình hiền hoà bẩm sinh và thông minh nên giống bò sừng dài Texas ngày càng được huấn luyện để trở thành bò cưỡi.
Phân tích di truyền học cho thấy bò sừng dài Texas có nguồn gốc từ lai ghép trên bán đảo Iberia của hai nòi giống bò cổ là: "taurine" có nguồn gốc từ thuần hóa bò rừng châu Âu tại Trung Đông và "indicine" có nguồn gốc từ thuần hóa bò rừng châu Âu tại Ấn Độ với tỉ lệ tương ứng là 85% và 15%. Bò sừng dài Texas là con cháu trực tiếp của bò nhà đầu tiên tại Tân Thế giới.

## Lịch sử

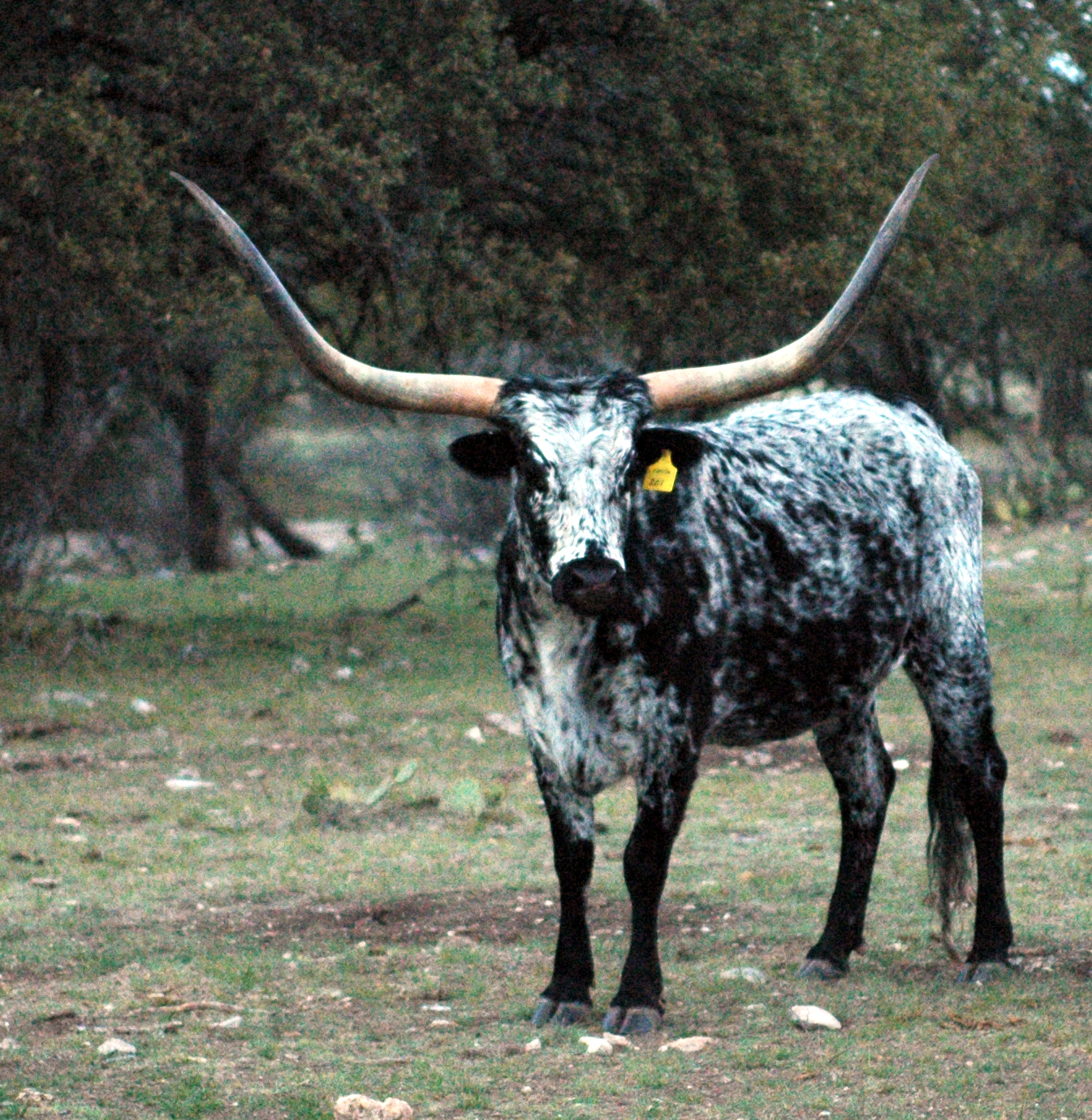
Một con bò đực thiến sừng dài Texas

### Du nhập
Đàn bò nhà đầu tiên được Christopher Columbus đưa đến đảo Hispaniola thuộc Caribe vào năm 1493. Trong giai đoạn từ năm 1493 tới năm 1512, thực dân Tây Ban Nha mang thêm một số bò nhà nữa trong những lần thám hiểm sau đó. Bò nhà bao gồm ba giống khác nhau là Barrenda, Retinto và Grande Pieto.
Trong khoảng 2 thế kỷ tiếp theo, người Tây Ban Nha đưa bò nhà lên phía bắc đến nơi mà ngày nay là Texas vào cuối thế kỷ 17. Bò nhà trốn thoát hay thả rông trên các bãi chăn thả mênh mông, nơi chúng phần lớn trở thành bò hoang trong khoảng 2 thế kỷ sau đó. Sau vài thế hệ, con cháu của các con bò nhà này tiến hóa để chịu đựng được khô hạn và khan hiếm cỏ cũng như nhiều yếu tố khắc nghiệt khác mà giống bò sừng dài Texas được biết đến nhờ các yếu tố này. Những con bò nhà tương tự cũng được thực dân Tây Ban Nha nhập khẩu vào những phần đất khác của Bắc Mỹ trong đó có California và Florida.

### Phát triển
Những người định cư xưa của Hoa Kỳ sinh sống tại Texas (khi đó chưa là tiểu bang của Hoa Kỳ) bắt được những con bò hoang của Mexico trong dải Nueces nằm giữa sông Nueces và sông Rio Grande rồi lai giống với bò miền đông (Đông Hoa Kỳ) của họ. Kết quả là tạo ra giống bò khỏe mạnh với chân dài và sừng dài đến 7 feet. Tuy sự lai giống này có ít ảnh hưởng đến sự hình thành nên giống bò sừng dài nhưng đã làm thay đổi màu sắc bò. Màu sắc đa dạng gồm có từ màu xám xanh lợt, vàng đủ loại đến nâu, đỏ ửng và trắng. Các giống bò Bồ Đào Nha như Alentejana và Mertolenga là họ hàng gần nhất với giống bò sừng dài Texas.
Texas trở nên nơi định cư đông đúc sau khi sáp nhập vào Hoa Kỳ và biên cương mới đã giúp mở đường cho việc thiết lập các nông trại và đất trồng trọt rộng lớn. Thịt bò nhiều nạc từ bò sừng dài không hấp dẫn người Mỹ vào thời đại mà thịt mỡ có giá cao. Khả năng tồn tại của bò sừng dài trên bãi chăn thả mênh mông ít cỏ không còn được quan tâm đến nữa. Các giống bò khác cho thấy những điểm đáng giá hơn đối với các nông gia nuôi bò đương thời, thí dụ như khả năng dễ tăng cân nhanh. Đàn bò sừng dài Texas ngày càng ít dần cho đến năm 1927 chúng được giải thoát nguy cơ tuyệt chủng bởi các nhân viên nhiệt huyết của Cục Kiểm lâm Hoa Kỳ.
Họ tập hợp được một số lượng nhỏ để gây giống trong Khu Nương náu Hoang dã Dãy núi Wichita tại Lawton, Oklahoma. Một vài năm sau đó, J. Frank Dobie và những người khác tập hợp được vài đàn bò nhỏ để nuôi trong các công viên tiểu bang của Texas. Họ chăm sóc chúng vì tính hiếu kỳ, nhưng vì giống bò này sống dai và có sức đề kháng chống bệnh tật và khả năng sinh sôi trên các đồng cỏ cằn cỗi đã biến chúng thành đàn bò nuôi lấy thịt. Ngày nay giống bò này được nuôi lấy thịt mặc dù nhiều chủ trang trại Texas vẫn muốn giữ chúng tại nông trại của mình vì mối liên hệ của chúng với lịch sử Texas.
Hiện nay, giống bò sừng dài này được nhiều tổ chức chăn nuôi bò sau đây giúp chứng nhận là bò sừng dài Texas gồm các tổ chức Texas Longhorn Breeders Association of America, International Texas Longhorn Association, và Cattlemen's Texas Longhorn Registry..

## Trong văn hóa
- Bò sừng dài Texas là linh vật của Đại học Texas tại Austin. Tất cả các đội thể thao như bóng rổ, bóng bầu dục, bóng chày, đội điền kinh của đại học đều mang tên là Longhorn hay Sừng dài.
- Heavy Starbeast GoTaurus trông giống như bò sừng dài Texas trong loạt phim Seijuu Sentai Gingaman.

## Kỷ lục
Chú bò có sừng dài nhất thế giới giá 3,75 tỷ đồng. Cuộc bán đấu giá con bò sừng dài 2,56m được tổ chức ở Mỹ. Con bò giữ kỷ lục thế giới Guinness vì có cặp sừng dài nhất thế giới vừa được bán với giá 165.000 USD (3,75 tỷ dồng) tại một cuộc đấu giá ở Texas, Mỹ. Đây là con bò sừng dài đực 7 tuổi tên Cowboy Tuff Chex, gọi tắt là Tuff. Trước đó, Tuff trở nên nổi tiếng sau khi cặp sừng dài 2,56m của nó được Sách kỷ lục Guinness công nhận là dài nhất thế giới. dự đoán Tuff sẽ được bán với giá 500.000 USD (11,36 tỷ đồng).